# Línea 9/12 (Maldonado)
La línea 9/12 es una línea de transporte de pasajeros del departamento de Maldonado, Uruguay. Es de carácter nocturno, implicando que solo brinda servicios durante la madrugada.
Sale de la ciudad de Maldonado por Agencia y su destino es Punta del Este por Capitán Miranda.

## Recorridos
Las rutas pueden variar dependiendo de la estación del año. En el caso del verano (mediados de diciembre hasta marzo), poseen algunos desvíos temporales.

### Ida
Agencia Maldonado, Av. Batlle y Ordóñez, Francisco Martínez, Av. De Los Gauchos, Bº Biarritz, Mario Arregui, Av. Emilio Frugoni, Felisberto Hernández, Carlos Reyles, Justino Zabala Muniz, Av. Alfredo Zitarrosa, Juan Correa, Libertad, José Bivar, Agapito Parabera, Rbla. 25 m (calle 15), Alberto Caracará, Simón del Pino, Av. Aiguá, 19 de abril, Bergalli, Av. Joaquín de Viana, Cont. Av. Lavalleja, Ventura Alegre, Arazá, Ituzaingó, Av. Joaquín de Viana, Av. Roosevelt, Av. Camacho, Burnet, 18 de Julio, San José, Terminal Maldonado, Av. Acuña de Figueroa,  Av. Roosevelt, Av. Pedragosa Sierra, Av. Italia, Av. Francisco Salazar, J. Lenzina, Rbla. Claudio Williman, Baupres (18), Rbla. Gral. Artigas (mansa), 2 de Febrero (10), Capitán Miranda (7).

### Vuelta
Capitán Miranda (7), El Foque (14), Rbla. Gral. Artigas (mansa), El Remanso (20), Rbla. Claudio Williman, Emilio Sader, Av. Francisco Salazar, Av. Italia, Av. P. Sierra, Av. Roosevelt, Explanada Terminal Maldonado, Av. Roosevelt, Av. Joaquín de Viana, Ventura Alegre, Cont. Lavalleja, Av. J. de Viana, Dr. Edye, Av. Santa Teresa, 25 de Mayo, Cruzada Libertadora, Av. Aiguá, Av. De Los Gauchos, Alberto Caracará, Rbla. 25 m (calle 15), Agapito Parabera, José Bivar, Libertad, Juan Correa, Bº Biarritz, Av. Alfredo Zitarrosa, Justino Zabala Muniz, Carlos Reyles, Felisberto Hernández, Av. Emilio Frugoni, Serafín J. García, Av. De Los Gauchos, Francisco Martínez, Av. Batlle y Ordóñez, Agencia Maldonado.